# Vörös Cyrill
Vörös Cyrill, néhol Cirill (Borszörcsök, 1868. október 31.– Sátoraljaújhely, 1948. május 28.) eszperantista, matematikus, piarista tanár.

## Életpályája
A középiskolát Pápán, Veszprémben, Vácon, hittudományi tanulmányait pedig Nyitrán végezte. A kolozsvári egyetemen mennyiségtan és természettan szakot végzett 1893-ban. Rá egy évre bölcseleti doktorátust szerzett. 1886-ban belépett a piarista rendbe, 1893-ban pappá szentelték. Tanár 1892-től Léván, 1893-tól Nagykanizsán, 1899-től Kecskeméten, 1903-tól 1919-ig Budapesten, ahol utolsó évben igazgató is volt. 1920-tól 1934-ig a rend vagyongondnoka volt.

## Munkássága
Több könyve és értekezése jelent meg a Bolyai-féle abszolút- és a Riemann-geometria körében.
1909-től eszperantista volt, nevéhez fűződik az eszperantó matematikai szaknyelvének kidolgozása. 1930-tól 1938-ig a Magyar Országos Katolikus Eszperantó Egyesület társelnöke volt.
Fizika–matematika, fizika–földrajz tanterveket is készített középiskolásoknak.
A SZIA IV. osztályának tagja volt (kivéve a Tanácsköztársaság idejét).

### Művei
- Egyszerű szerkezetű repülőrendszer legközönségesebb mozgásai, Kolozsvár, 1893.
- Egyszerű repülőszerkezet vertikális mozgása, Kolozsvár, 1895.
- Analitikus Bolyai-féle geometria, Budapest, 1909.
- La ebeno Bolyaia, Budapest, 1910.
- Elementoj de la geometrio absoluta, Budapest, 1911.
- La spaco Bolyaia. Budapest, 1912.
- Konstans görbületű forgási felületek a Bolyai-féle geometriában, Budapest, 1917.
- Szemi-archimedesi geometriák, Budapest, 1924.
- Maximális térfogatú hexaéderek a Bolyai-féle geometriában, Budapest, 1930.
- Végtelen tér a relativitástanban, Budapest, 1935.